# Strangospora
Strangospora Körb. (stuziarnka) – rodzaj grzybów z rzędu misecznicowców Lecanorales. Ze względu na współżycie z glonami zaliczany jest do grupy porostów.

## Systematyka i nazewnictwo
Pozycja w klasyfikacji według Index Fungorum: Strangosporaceae, Incertae sedis, Incertae sedis, Incertae sedis, Pezizomycotina, Ascomycota, Fungi.
Nazwa polska według W. Fałtynowicza.

## Niektóre gatunki
- Strangospora deplanata (Almq.) Clauzade & Cl. Roux 1985 – stuziarnka spłaszczona
- Strangospora microhaema (Norman) R.A. Anderson 1975
- Strangospora moriformis (Ach.) Stein 1879 – stuziarnka guzkowata
- Strangospora pinicola (A. Massal.) Körb. 1860 – stuziarnka sosnowa

Nazwy naukowe na podstawie Index Fungorum. Uwzględniono tylko taksony zweryfikowane. Nazwy polskie według W. Fałtynowicza.